# Ula flavidibasis
Ula (Ula) flavidibasis là một loài ruồi trong họ Pediciidae. Chúng phân bố ở vùng Indomalaya.